# 12 byō
„12 byō” (jap. 12秒) – piąty singel japońskiego zespołu HKT48, wydany w Japonii 22 kwietnia 2015 roku przez Universal Music.
Singel został wydany w czterech edycjach: trzech regularnych (Type A, Type B, Type C) oraz „teatralnej” (CD). Osiągnął 1 pozycję w rankingu Oricon i pozostał na liście przez 25 tygodni, sprzedał się w nakładzie 337 237 egzemplarzy. Singel zdobył status platynowej płyty.

## Lista utworów
Wszystkie utwory zostały napisane przez Yasushiego Akimoto.

### Type A
| CD | CD                                                                   | CD                 | CD                              | CD      |
| Nr | Tytuł utworu                                                         | Kompozycja         | Aranżacja                       | Długość |
| -- | -------------------------------------------------------------------- | ------------------ | ------------------------------- | ------- |
| 1. | „12 byō” (jap. 12秒)                                                 | Linia              | Yūichi "Masa" Nonaka            | 3:46    |
| 2. | „Rock da yo, jinsei wa...” (jap. ロックだよ、人生は…) (AKB48 cover)  | Akinori Suzuki     | Tomonori Taguchi, Haruo Inatome | 4:04    |
| 3. | „Hohoemi Popcorn” (jap. 微笑みポップコーン) (wyk. Popcorn Children)  | Yasunori Mochizuki | Hiroshi Sasaki                  | 3:30    |
| 4. | „12 byō” (jap. 12秒) (Instrumental)                                  | Linia              | Yūichi "Masa" Nonaka            | 3:46    |
| 5. | „Rock da yo, jinsei wa...” (jap. ロックだよ、人生は…) (Instrumental) | Akinori Suzuki     | Tomonori Taguchi, Haruo Inatome | 4:04    |
| 6. | „Hohoemi Popcorn” (jap. 微笑みポップコーン) (Instrumental)           | Yasunori Mochizuki | Hiroshi Sasaki                  | 3:30    |

| DVD | DVD                                                                          | DVD     |
| Nr  | Tytuł utworu                                                                 | Długość |
| --- | ---------------------------------------------------------------------------- | ------- |
| 1.  | „12 byō” (jap. 12秒) (Music Video)                                           | 4:03    |
| 2.  | „Rock da yo, jinsei wa...” (jap. ロックだよ、人生は…) (Music Video)          |         |
| 3.  | „Hohoemi Popcorn” (jap. 微笑みポップコーン) (Music Video)                    |         |
| 4.  | „Tokuten eizō „HKT's KITCHEN” TYPE-A” (jap. 特典映像「HKT's KITCHEN」TYPE-A) |         |

### Type B
| CD | CD                                                                   | CD              | CD                              | CD      |
| Nr | Tytuł utworu                                                         | Kompozycja      | Aranżacja                       | Długość |
| -- | -------------------------------------------------------------------- | --------------- | ------------------------------- | ------- |
| 1. | „12 byō” (jap. 12秒)                                                 | Linia           | Yūichi "Masa" Nonaka            | 3:46    |
| 2. | „Rock da yo, jinsei wa...” (jap. ロックだよ、人生は…) (AKB48 cover)  | Akinori Suzuki  | Tomonori Taguchi, Haruo Inatome | 4:04    |
| 3. | „Chameleon joshikōsei” (jap. カメレオン女子高生) (wyk. Team H)       | Takafumi Fujino | Yūichi "Masa" Nonaka            | 3:22    |
| 4. | „12 byō” (jap. 12秒) (Instrumental)                                  | Linia           | Yūichi "Masa" Nonaka            | 3:46    |
| 5. | „Rock da yo, jinsei wa...” (jap. ロックだよ、人生は…) (Instrumental) | Akinori Suzuki  | Tomonori Taguchi, Haruo Inatome | 4:04    |
| 6. | „Chameleon joshikōsei” (jap. カメレオン女子高生) (Instrumental)      | Takafumi Fujino | Yūichi "Masa" Nonaka            | 3:22    |

| DVD | DVD                                                                          | DVD     |
| Nr  | Tytuł utworu                                                                 | Długość |
| --- | ---------------------------------------------------------------------------- | ------- |
| 1.  | „12 byō” (jap. 12秒) (Music Video)                                           | 4:03    |
| 2.  | „Rock da yo, jinsei wa...” (jap. ロックだよ、人生は…) (Music Video)          |         |
| 3.  | „Chameleon joshikōsei” (jap. カメレオン女子高生) (Music Video)               |         |
| 4.  | „Tokuten eizō „HKT's KITCHEN” TYPE-B” (jap. 特典映像「HKT's KITCHEN」TYPE-B) |         |

### Type C
| CD | CD                                                                   | CD              | CD                              | CD      |
| Nr | Tytuł utworu                                                         | Kompozycja      | Aranżacja                       | Długość |
| -- | -------------------------------------------------------------------- | --------------- | ------------------------------- | ------- |
| 1. | „12 byō” (jap. 12秒)                                                 | Linia           | Yūichi "Masa" Nonaka            | 3:46    |
| 2. | „Rock da yo, jinsei wa...” (jap. ロックだよ、人生は…) (AKB48 cover)  | Akinori Suzuki  | Tomonori Taguchi, Haruo Inatome | 4:04    |
| 3. | „Hawaii e yukō” (jap. ハワイヘ行こう) (wyk. Team KIV)                | Yūichi Ichikawa | Yūichi Ichikawa                 | 4:32    |
| 4. | „12 byō” (jap. 12秒) (Instrumental)                                  | Linia           | Yūichi "Masa" Nonaka            | 3:46    |
| 5. | „Rock da yo, jinsei wa...” (jap. ロックだよ、人生は…) (Instrumental) | Akinori Suzuki  | Tomonori Taguchi, Haruo Inatome | 4:04    |
| 6. | „Hawaii e yukō” (jap. ハワイヘ行こう) (Instrumental)                 | Yūichi Ichikawa | Yūichi Ichikawa                 | 4:32    |

| DVD | DVD                                                                          | DVD     |
| Nr  | Tytuł utworu                                                                 | Długość |
| --- | ---------------------------------------------------------------------------- | ------- |
| 1.  | „12 byō” (jap. 12秒) (Music Video)                                           | 4:03    |
| 2.  | „Rock da yo, jinsei wa...” (jap. ロックだよ、人生は…) (Music Video)          |         |
| 3.  | „Hawaii e yukō” (jap. ハワイヘ行こう) (Music Video)                          |         |
| 4.  | „Tokuten eizō „HKT's KITCHEN” TYPE-C” (jap. 特典映像「HKT's KITCHEN」TYPE-C) |         |

### Wer. teatralna
| CD | CD                                                                   | CD               | CD                              | CD      |
| Nr | Tytuł utworu                                                         | Kompozycja       | Aranżacja                       | Długość |
| -- | -------------------------------------------------------------------- | ---------------- | ------------------------------- | ------- |
| 1. | „12 byō” (jap. 12秒)                                                 | Linia            | Yūichi "Masa" Nonaka            | 3:46    |
| 2. | „Rock da yo, jinsei wa...” (jap. ロックだよ、人生は…) (AKB48 cover)  | Akinori Suzuki   | Tomonori Taguchi, Haruo Inatome | 4:04    |
| 3. | „Daite Twintails” (jap. 抱いてツインテール) (wyk. Blueberry Pie)     | Hitomi Tachibana | Hiroshi Sasaki                  | 4:45    |
| 4. | „12 byō” (jap. 12秒) (Instrumental)                                  | Linia            | Yūichi "Masa" Nonaka            | 3:46    |
| 5. | „Rock da yo, jinsei wa...” (jap. ロックだよ、人生は…) (Instrumental) | Akinori Suzuki   | Tomonori Taguchi, Haruo Inatome | 4:04    |
| 6. | „Daite Twintails” (jap. 抱いてツインテール) (Instrumental)           | Hitomi Tachibana | Hiroshi Sasaki                  | 4:45    |

## Skład zespołu
| „12 byō” |
| --- |
| - HKT48 Team H: Anai Chihiro, Kojina Yui, Sashihara Rino, Tashima Meru, Tanaka Miku, Matsuoka Natsumi, Yabuki Nako - HKT48 Team H: Chihiro Anai, Yui Kojina, Riko Sakaguchi, Meru Tashima, Miku Tanaka, Natsumi Matsuoka, Nako Yabuki - HKT48 Team H / AKB48 Team K: Haruka Kodama (środek) - HKT48 Team KIV: Nao Ueki, Aika Ōta, Aoi Motomura, Madoka Moriyasu - HKT48 Team KIV / AKB48 Team A: Sakura Miyawaki (środek) - HKT48 Team KIV / AKB48 Team B: Mio Tomonaga - HKT48 Team KIV / SKE48 Team E: Kanon Kimoto - HKT48 Team KIV / NMB48 Team N: Anna Murashige |

| „Rock da yo, jinsei wa...” |
| --- |
| Piosenka została wykonana przez wszystkie członkinie HKT48 w momencie premiery. - HKT48 Team H: Yuka Akiyoshi, Chihiro Anai, Yuriya Inoue, Mashiro Ui, Haruka Ueno, Izumi Umemoto, Naoko Okamoto, Yui Kojina, Hiroka Komada, Riko Sakaguchi, Rino Sashihara (środek), Meru Tashima, Miku Tanaka, Natsumi Matsuoka, Nako Yabuki, Marina Yamada, Mao Yamamoto, Haruka Wakatabe - HKT48 Team H / AKB48 Team K: Haruka Kodama - HKT48 Team H / SKE48 Team S: Natsumi Tanaka - HKT48 Team KIV: Raira Itō, Mina Imada, Shino Iwahana, Nao Ueki, Aika Ōta, Kanna Okada, Manami Kusaba, Serina Kumazawa, Izumi Gotō, Yuki Shimono, Yuka Tanaka, Asuka Tomiyoshi, Maiko Fukagawa, Mai Fuchigami, Aoi Motomura, Madoka Moriyasu - HKT48 Team KIV / AKB48 Team A: Sakura Miyawaki - HKT48 Team KIV / AKB48 Team B: Mio Tomonaga - HKT48 Team KIV / NMB48 Team N: Anna Murashige - HKT48 Team KIV / SKE48 Team E: Kanon Kimoto - HKT48 Kenkyūsei: Misaki Aramaki, Sae Kurihara, Erena Sakamoto, Riko Tsutsui, Hazuki Hokazono, Yuna Yamauchi, Emiri Yamashita |

| „Hohoemi Popcorn” |
| --- |
| - HKT48 Team H: Miku Tanaka, Nako Yabuki - HKT48 Kenkyūsei: Misaki Aramaki (środek), Sae Kurihara, Erena Sakamoto, Riko Tsutsui, Hazuki Hokazono, Yuna Yamauchi, Emiri Yamashita |

| „Chameleon joshikōsei” |
| --- |
| - HKT48 Team H: Yuka Akiyoshi, Chihiro Anai, Yuriya Inoue, Mashiro Ui, Haruka Ueno, Izumi Umemoto, Naoko Okamoto, Yui Kojina, Hiroka Komada, Riko Sakaguchi, Rino Sashihara, Meru Tashima, Miku Tanaka, Natsumi Matsuoka, Nako Yabuki, Marina Yamada, Mao Yamamoto, Haruka Wakatabe (środek) - HKT48 Team H / AKB48 Team K: Haruka Kodama - HKT48 Team H / SKE48 Team S: Natsumi Tanaka |

| „Hawaii e yukō” |
| --- |
| - HKT48 Team KIV: Raira Itō, Mina Imada, Shino Iwahana, Nao Ueki, Aika Ōta, Kanna Okada, Manami Kusaba, Serina Kumazawa, Izumi Gotō (środek), Yuki Shimono, Yuka Tanaka (środek), Asuka Tomiyoshi, Maiko Fukagawa, Mai Fuchigami, Aoi Motomura, Madoka Moriyasu - HKT48 Team KIV / AKB48 Team A: Sakura Miyawaki - HKT48 Team KIV / AKB48 Team B: Mio Tomonaga - HKT48 Team KIV / NMB48 Team N: Anna Murashige - HKT48 Team KIV / SKE48 Team E: Kanon Kimoto |

| „Daite Twintails” |
| --- |
| - HKT48 Team H: Yui Kojina (środek), Hiroka Komada, Riko Sakaguchi (środek) - HKT48 Kenkyūsei: Misaki Aramaki, Sae Kurihara |

## Notowania
| Lista                             | Pozycja |
| --------------------------------- | ------- |
| Oricon Weekly Singles Chart       | 1       |
| Oricon Yearly Singles Chart       | 20      |
| Billboard Japan Hot 100           | 3       |
| Billboard Japan Hot Singles Sales | 2       |